# Альмирон, Серхио Омар
Се́рхио Ома́р Альмиро́н (исп. Sergio Omar Almirón; род. 18 ноября 1958, Росарио, Санта-Фе) — аргентинский футболист, выступавший на позиции нападающего.

## Биография
Серхио Альмирон начал профессиональную карьеру в «Ньюэллс Олд Бойз» в 1977 году. Выступал за эту команду почти десятилетие, пока в 1986 году не перешёл во французский «Тур», на тот момент выступавший во Второй лиге. Однако аргентинец не сумел помочь команде вернуться в элиту, и в 1987 году вернулся в родной НОБ.
В сезоне 1987/88 «Ньюэллс Олд Бойз» во второй раз в своей истории стал чемпионом Аргентины. Команда сумела оформить титул за два тура до окончания чемпионата, в 36 туре, разгромив в домашней игре «Индепендьенте» со счётом 6:1. Пятый гол в игре забил Альмирон.
Выступал за НОБ до 1989 года. В 1991 году возобновил карьеру, став игроком мексиканского «УАНЛ Тигрес». В последние годы клубной карьеры выступал на родине за «Эстудиантес», «Сентраль Кордову» и кордовский «Тальерес».
В 1985—1986 годах выступал за сборную Аргентины. В шести матчах отметился четырьмя забитыми голами. Альмирон был в сборной, которая выиграла Чемпионат мира 1986, хотя он не сыграл ни одного матча. Несмотря на то, что он был нападающим, ему был дан № 1, традиционно используемый вратарями. Это было связано с тем, что Аргентина дала номера не согласно позиции на поле, а в алфавитном порядке.
Сын Серхио Омара Альмирона, Серхио Бернардо Альмирон, также стал футболистом, выступал за «Ньюэллс Олд Бойз» и ряд итальянских клубов, включая «Ювентус» и «Фиорентину».

## Титулы и достижения
- Чемпион Аргентины (1): 1987/88
- Чемпион мира (1): 1986 (не играл)